# Álvaro Luiz Maior de Aquino
Álvaro Luiz Maior de Aquino, mais conhecido como Álvaro, (Nilópolis, 1 de novembro de 1977), é um ex-futebolista brasileiro que atuava como zagueiro e lateral-direito.

## Carreira

### Inicio
Foi revelado pelo São Paulo em 1997. Teve uma passagem de muito destaque no Goiás quando foi convocado para defender a Seleção Brasileira nas Olimpíadas de 2000. Pelo Atlético Mineiro, teve grande destaque no ano de 2001 quando o clube terminou entre os 4 primeiros colocados do Campeonato Brasileiro.

### Futebol espanhol
Depois jogou durante 8 anos na Espanha atuando em três clubes: Las Palmas, Real Zaragoza e Levante.

### Internacional
Em 2008, retornou ao Brasil para jogar no Internacional. No mesmo ano, conquistou a Copa Sul-Americana. Em sua passagem no Internacional, Álvaro marcou apenas um gol, na final da Taça Fabio Koff, equivalente ao Segundo Turno do Campeonato Gaúcho, entre Internacional e Caxias. Naquela ocasião, uma vitória garantia o título gaúcho de 2009 ao Internacional, que havia sido campeão da Taça Fernando Carvalho, primeiro turno do Gauchão. O atleta marcou de cabeça o último gol do Colorado, terminando a partida em 8–1 para o Internacional. Em 8 de agosto de 2009, Álvaro anunciou sua saída do Internacional.

### Flamengo
No dia 26 de agosto, o zagueiro acertou sua ida para o Flamengo. E ajudou a equipe Rubro-Negra a conquistar o título nacional em 2009.
Em 13 de fevereiro de 2010, ao falar sobre a semifinal da Taça Guanabara de 2010, o futebolista se declarou torcedor do Flamengo: "Eu sou flamenguista desde criança e foi uma festa em Nilópolis quando me apresentei ao Flamengo."

### Últimos anos
Em 4 de janeiro de 2011, foi apresentado como novo reforço do Vila Nova. Logo depois transferiu-se para o Mogi Mirim.
Em dezembro de 2015, acertou sua ida para o Democrata de Governador Valadares para a disputa do Módulo II do Campeonato Mineiro no ano de 2016.
Depois de atuar pelo Taboão da Serra em 2017, aposentou-se em 2018 no Tricordiano.

## Títulos
São Paulo
- Campeonato Paulista: 1998 e 2000

Goiás
- Campeonato Goiano: 1999 e 2000

Real Zaragoza
- Supercopa da Espanha: 2004
- Copa do Rei da Espanha: 2004

Internacional
- Copa Sul-Americana: 2008
- Campeonato Gaúcho: 2009

Flamengo
- Campeonato Brasileiro: 2009